# أبو العباس أحمد العاقل
 أبو العباس أحمد المعتصم بالله سلطان الدولة الزيانية التاسع عشر بتلمسان. حكم لأكثر من ثلاثين سنة من 1431 إلى 1462. اشتهر وعرف بلقبه  العاقل.

## اسمه ونسبه
أبو العباس أحمد بن أبي حمو موسى بن أبي يعقوب يوسف بن أبي زيد عبد الرحمن بن أبي زكريا يحي بن يغمراسن بن زيان العبدوادي الزناتي.

## حكمه

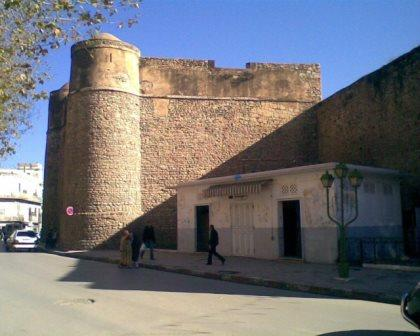
أبراج من سور المشور

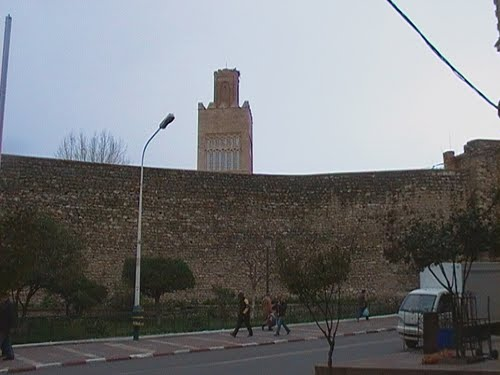
سور المشور الجديد الي شيده السلطان العاقل

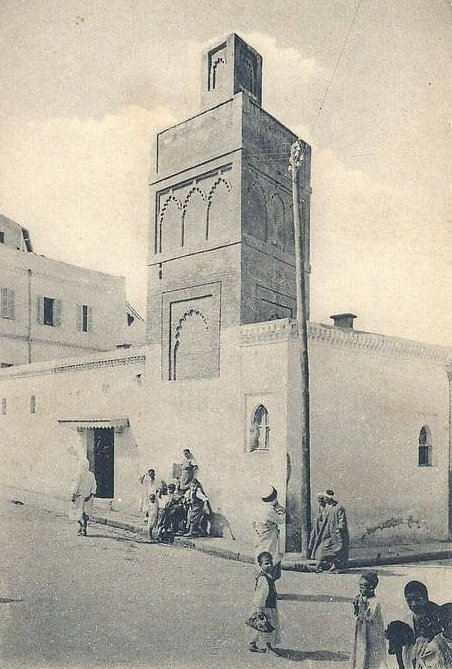
مسجد سيدي البناء برحبة الزرع

بويع بتلمسان يوم 1 رجب سنة 834 هـ الموافق 15 مارس 1431 م، على يد سلطان تونس أبي فارس عبد العزيز الحفصي الذي غزا تلمسان ودخلها منتصرا ونصبه عليها سلطانا بعد أن خلع سلطانها أبا عبد الله الثاني واعتقله ورحله معه إلى تونس.
عرف السلطان العاقل بحكمته في تسيير أمور الدولة وعدله بين الرعية، واحترامه للعلماء، فقد كان شديد التعظيم لأحد أشهر علماء وصالحي تلمسان وهو الحسن بن مخلوف أبركان، وزاره يوما بمسجده «ومكث الشيخ جالسا بموضعه فمشى السلطان إليه حتى قبل يده وجلس بإزائه». كما استغاث بالإمام محمد بن عمر الهواري بوهران عند غزو أبي فارس الحفصي.
و قام السلطان العاقل بإنشاء بعض المعالم بتلمسان منها السور الحالي لقصر المشور ومسجد ومدرسة سيدي الحسن أبركان والمسجد الذي عرف بعد ذلك بمسجد سيدي السنوسي بمدخل درب مسوفة، ومسجد ابن البناء المعروف بمسجد سيدي البنا برحبة الزرع.
و لكن فترة حكمه الطويلة عرفت الكثير من الثورات قادها منافسوه من أمراء البيت الزياني، وباقي القبائل الزناتية والعربية.

### ثورة الأمير أبي يحيى بن أبي حمو الثاني
ثار عليه سنة 838 هـ / 1435 م أخوه الأمير أبو يحيى بن أبي حمو الثاني، بمساندة من سليمان بن موسى وبعض أشياخ الأعراب، لكن هجومهم على تلمسان باء بالفشل، فاستولى على مدينة وهران واستقل بحكمها لمدة أربع عشرة سنة إلى أن اقتحمها جيش العاقل في شعبان 852 هـ / سبتمبر 1448 م، وفر منها الأمير أبو يحيى إلى تونس وتوفي بها سنة 1451 م.

### ثورة الأمير أبي زيان بن أبي ثابت الثاني
و ثار عليه سنة 841 هـ / 1437 م حفيد أخيه الأمير أبو زيان محمد المستعين بالله بن أبي ثابت الثاني بن أبي تاشفينن الثاني بن أبي حمو الثاني منطلقا من تونس، واستطاع الإستيلاء على جميع أراضي الدولة الشرقية. ودخل مدينة الجزائر في 19 رجب 841 هـ / 16 يناير 1438 م وأرسل ابنه المتوكل فاستولى على المدية ومليانة وتنس. وقتل في في 2 شوال سنة 843 هـ / 7 مارس 1440 م، بعد أن ثار عليه أهل المدينة بعد عدم ثقتهم به أو بتحريض من السلطان العاقل.

### ثورة الأمير أحمد بن الناصر بن أبي حمو الثاني
و ثار عليه بتلمسان ليلة 27 رمضان سنة 850 هـ / 16 ديسمبر 1446 م ابن أخيه الأمير أحمد بن الأمير الناصر بن أبي حمو الثاني، وجمع حوله الأنصار، لكن السلطان العاقل قضى على هذه الثورة في مهدها. وقام بعد هذه الحادثة ببناء السور الجديد على قصر المشور.

## ثورة المتوكل ونهاية حكمه
كان أبو عبد الله المتوكل قد نجا من حادثة مقتل أبيه أبي زيان المستعين بالله سنة 843 هـ 1440 م لتواجده آنذاك بمدينة تنس. وبعد ثلاث وعشرين سنة من مقتل أبيه، استطاع أبو عبد الله المتوكل أن يقود ثورة سنة 866 هـ 1462 م انطلاقا من مدينة مليانة، واستطاع ضم جميع المدن والنواحي في طريقه إلى تلمسان، إلى أن وصلها وحاصرها لمدة يومين فقط ودخلها في اليوم الثالث وهو 1 حمادى الأولى سنة 866 هـ / 1 فبراير 1462 م. وفر السلطان أحمد العاقل إلى العباد واستجار بقبر الشيخ أبي مدين شعيب، فاعتقله المتوكل ونفاه إلى الأندلس.

## محاولة استرجاعه للملك ووفاته
رجع السلطان أحمد من منفاه سنة 867 هـ 1463 م، بجيش من القبائل العربية والزناتية ووصل تلمسان آخر ذي القعدة من نفس السنة وحاصرها لمدة أربعة عشر يوما، وكان معه في هذه الحركة الأمير محمد بن عبد الرحمن بن أبي عنان بن أبي تاشفين الثاني، وسقط قتيلا في 13 ذو الحجة سنة 867 هـ / 29 أغسطس 1463 م ودفن بالعباد.
| سبقه أبو عبد الله محمد الثاني | سلطان الدولة الزيانية 1431 - 1462 | تبعه أبو عبد الله الثالث المتوكل |